# Bryce Salvador
Bryce Chad Salvador (* 11. Februar 1976 in Brandon, Manitoba) ist ein ehemaliger kanadischer Eishockeyspieler, der im Verlauf seiner aktiven Karriere zwischen 1992 und 2015 unter anderem 860 Spiele für die St. Louis Blues und New Jersey Devils in der National Hockey League auf der Position des Verteidigers bestritten hat. Salvador war zwischen 2013 und 2015 der zehnte Mannschaftskapitän der New Jersey Devils.

## Karriere

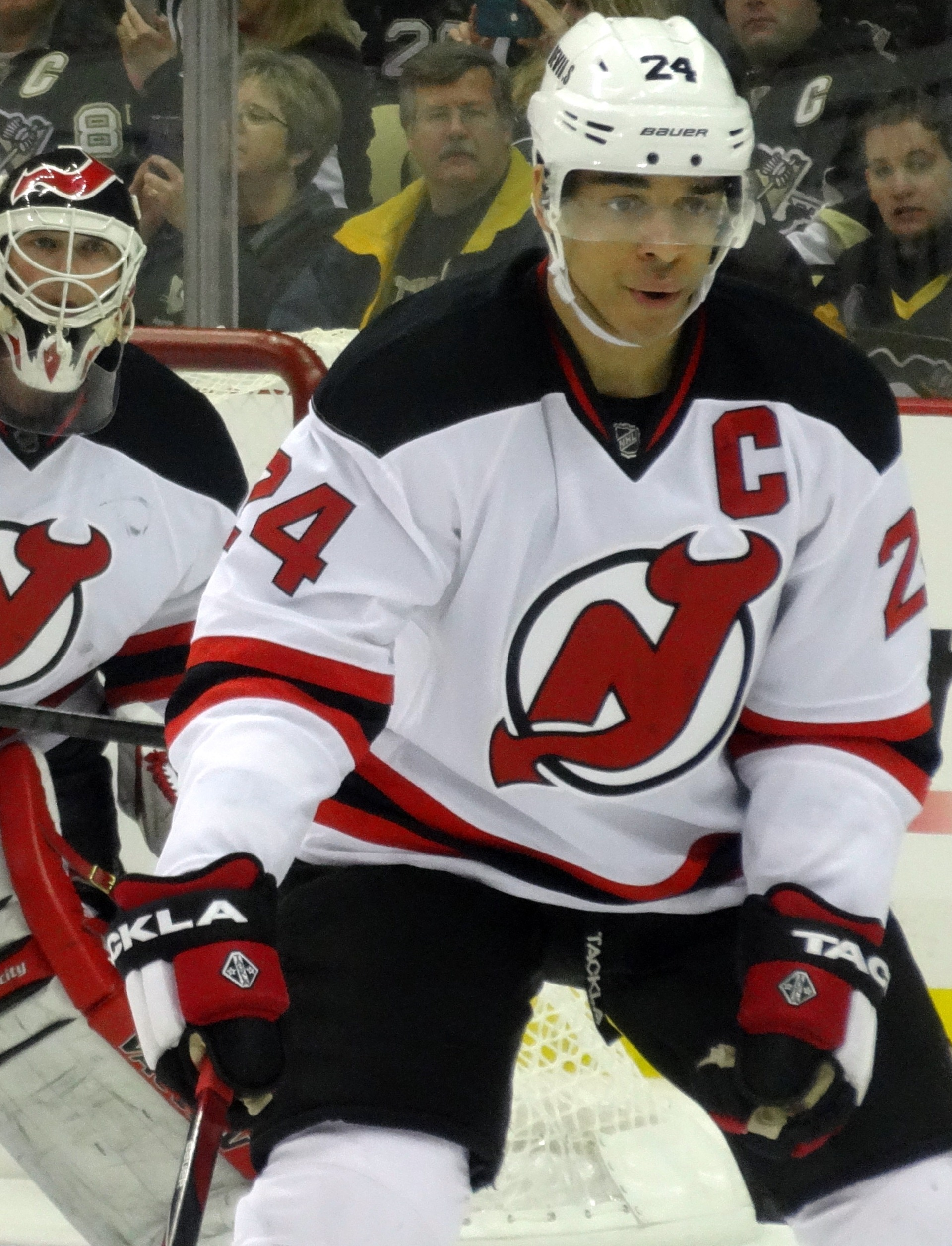
Salvador im Trikot der New Jersey Devils

Bryce Salvador begann seine Karriere als Eishockeyspieler bei den Lethbridge Hurricanes, für die er von 1992 bis 1997 in der Western Hockey League aktiv war. In dieser Zeit wurde er im NHL Entry Draft 1994 in der sechsten Runde als insgesamt 138. Spieler von den Tampa Bay Lightning ausgewählt, für die er allerdings nie spielte, da diese ihn nicht binnen zwei Jahren unter Vertrag nahmen. Daraufhin unterschrieb Salvador am 16. Dezember 1996 als Free Agent einen Vertrag bei den St. Louis Blues. Nachdem er von 1997 bis 2000 für St. Louis’ Farmteam, die Worcester IceCats aus der American Hockey League, auf dem Eis stand, spielte der Kanadier von 2000 bis 2008 insgesamt acht Jahre lang für die Blues in der National Hockey League. Einzig während des Lockouts in der NHL-Saison 2004/05 war der Verteidiger für die Missouri River Otters in der United Hockey League aktiv.
Am 26. Februar 2008 gaben die St. Louis Blues den Spieler im Tausch gegen Cam Janssen an die New Jersey Devils ab. Mit dem Team erreichte er 2012 das Finale um den Stanley Cup, unterlag dort jedoch den Los Angeles Kings. Am 17. Januar 2013 wurde Salvador zum zehnten Mannschaftskapitän der New Jersey Devils ernannt.
In der Saison 2014/15 verpasste der Kanadier einen Großteil der Pflichtspiele aufgrund einer Rückenverletzung, sodass sein auslaufender Vertrag nicht verlängert wurde. Im Anschluss gab er im September 2015 das Ende seiner aktiven Karriere bekannt, wolle jedoch weiterhin für die Devils tätig sein.

## Erfolge und Auszeichnungen
- 1996 Daryl K. (Doc) Seaman Trophy
- 1997 President’s-Cup-Gewinn mit den Lethbridge Hurricanes

## Karrierestatistik
(Legende zur Spielerstatistik: Sp oder GP = absolvierte Spiele; T oder G = erzielte Tore; V oder A = erzielte Assists; Pkt oder Pts = erzielte Scorerpunkte; SM oder PIM = erhaltene Strafminuten; +/− = Plus/Minus-Bilanz; PP = erzielte Überzahltore; SH = erzielte Unterzahltore; GW = erzielte Siegtore; 1 Play-downs/Relegation; Kursiv: Statistik nicht vollständig)